# Эмират Бану-Халид
Эмират Бану-Халид (араб. إِمَارَةُ بَنِي خَالِدٍ) — государство, основанное племенем Бани Халид на востоке Аравийского полуострова. Существовало с 1669 года до 1796 года, когда было завоевано Первым Саудовским государством.

## Политическая структура
Политическая структура эмирата Бану-Халид была племенной, с властью в руках правящего клана Аль-Хумаид. Эмир обладал военной и политической властью, а другие кланы служили советниками и союзниками. Власть была наследственной, опиралась на племенную лояльность и военное могущество.

## История
Эмират Бани Халид
Племя Бану-Халид, основными ветвями которого были Аль-Хумаид и другие, доминировало в пустынях Эль-Хасы и Эль-Катифа с XV по XVIII века. Под руководством Барака ибн Гурейра они изгнали османов в 1670 году и установили своё правление, сделав столицей Аль-Мубарраз. Согласно фольклору, один из вождей племени получил прозвище «Защитник яиц Хабари(Арабийская большая дрофа)» за запрет на сбор яиц этой птицы.
Бану-Халид поддерживали связи с правителями Неджда. Однако, когда местный эмир Уяйны поддержал идеи Ибн Абд аль-Ваххаба, шейх племени Бани Халид приказал его изгнать. Позже Саудиты вторглись в владения Бану-Халид и свергли их в 1789 году.
Окончательное падение
После османского вторжения в 1818 году Бану-Халид утратили силу, столкнувшись с внутренними распрями и нападениями соседних племён. Несмотря на попытки вернуть власть, их правление окончательно закончилось в 1830 году.

## Месторасположение
Эмират Бану-Халид располагался на востоке Аравийского полуострова, охватывая регионы Эль-Хаса и Эль-Катиф, в современной восточной Саудовской Аравии.
1. ↑  الناصري أ. ا. قبيلة بني خالد في التاريخ (араб.): أعلام - أحداث - أماكن - قصائد - خرائط وصور ووثائق تنشر لأول مرة - القبيلة في بعض الدول العربية: العراق - فلسطين - السعودية - الكويت - قطر - البحرين - سوريا - الأردن - لبنان - عُمان - الإمارات - اليمن - مصر - خوزستان — 1 — بيروت: دار الرافدين, 2009. — С. 355. — 496 с.
2. ↑  عبد الكريم بن عبد الله المنيف الوهبي بنو خالد وعلاقتهم بنجد (араб.): 1080-1208هـ/1669-1794م — 1 — الرياض: دار ثقيف للنشر والتأليف, 1989. — С. 355.